# 2023年鳥取県議会議員選挙
2023年鳥取県議会議員選挙（2023ねんとっとりけんぎかいぎいんせんきょ）は、鳥取県における議決機関の一つである鳥取県議会を構成する議員を全面改選するために行われた選挙である。第20回統一地方選挙の前半戦投票日である2023年4月9日に投票が行われた。

## 概要
議会の任期4年が満了したことに伴って実施の選挙。なお、議会議員選挙は1947年（昭和22年）4月に実施された第1回の選挙からいずれも統一地方選挙の日程で実施されている。
2023年3月31日に告示され、定数35に対し41人が立候補。無投票当選が決まった選挙区は3つだった。

## 基礎データ
- 選挙事由：任期満了
- 選挙形態：地方議会議員選挙
- 告示日：2023年3月31日
- 投票日：2023年4月9日
- 同日選挙
  - 鳥取県知事選挙
- 選挙区：9選挙区（うち3選挙区で無投票）
- 定数：35名

### 立候補者数
出典：
| 党派 | 党派       | 計 | 新旧別 | 新旧別 | 新旧別 | 改選前 |
| 党派 | 党派       | 計 | 現職   | 元職   | 新人   | 改選前 |
| ---- | ---------- | -- | ------ | ------ | ------ | ------ |
|      | 自由民主党 | 18 | 16     | 0      | 2      | 16     |
|      | 立憲民主党 | 7  | 6      | 0      | 1      | 8      |
|      | 公明党     | 3  | 1      | 0      | 2      | 3      |
|      | 日本共産党 | 2  | 1      | 0      | 1      | 2      |
|      | 無所属     | 13 | 4      | 0      | 9      | 4      |
| 合計 | 合計       | 41 | 28     | 0      | 13     | 34     |

## 当選者
自民党 
 公明党 
 立憲民主党 
 共産党   無所属 
| 鳥取市 | 福浜隆宏   | 浜崎晋一 | 前田伸一   |
| 鳥取市 | 銀杏泰利   | 市谷知子 | 坂野経三郎 |
| 鳥取市 | 中島規夫   | 島谷龍司 | 東田義博   |
| 鳥取市 | 藤縄喜和   | 尾崎薫   | 平井伸治   |
| 米子市 | 山川智帆   | 前原茂   | 斉木正一   |
| 米子市 | 河上定弘   | 野坂道明 | 浜田妙子   |
| 米子市 | 西村弥子   | 内田隆嗣 | 松田正     |
| 倉吉市 | 鳥羽喜一   | 興治英夫 | 川部洋     |
| 境港市 | 浜田一哉   | 安田由毅 |            |
| 岩美郡 | 広谷直樹   |          |            |
| 八頭郡 | 福田俊史   | 前住孝行 |            |
| 東伯郡 | 伊藤保     | 入江誠   | 語堂正範   |
| 西伯郡 | 村上泰二朗 | 鹿島功   |            |
| 日野郡 | 内田博長   |          |            |

### 補欠選挙
| 年     | 月日    | 選挙区       | 当選者   | 当選政党     | 欠員     | 欠員政党 | 欠員事由                             |
| ------ | ------- | ------------ | -------- | ------------ | -------- | -------- | ------------------------------------ |
| 2024年 | 3月24日 | 鳥取市選挙区 | 山本暁子 | 無所属       | 平井伸治 | 無所属   | 不祥事による辞職                     |
| 2024年 | 3月24日 | 鳥取市選挙区 | 玉木裕一 | 日本維新の会 | 藤縄喜和 | 無所属   | 有罪確定による失職                   |
| 2025年 | 5月25日 | 米子市選挙区 | 山川智帆 | 無所属       | 山川智帆 | 無所属   | 米子市長選挙立候補による自動失職     |
| 2025年 | 5月25日 | 米子市選挙区 | 森由美子 | 無所属       | 内田隆嗣 | 自民党   | 衆議院議員総選挙立候補準備のため辞職 |